# Морозовское (озеро)
Морозовское, (устар. Островистое) (фин. Saarijärvi) — пресноводное озеро на территории Мичуринского сельского поселения Приозерского района Ленинградской области.

## Физико-географическая характеристика
Площадь озера — 0,9 км². Располагается на высоте 62,1 метров над уровнем моря.
Форма озера лопастная, продолговатая: оно более чем на два с половиной километра вытянуто с северо-запада на юго-восток. Берега изрезанные, каменисто-песчаные, местами заболоченные.
С севера в озеро впадает ручей Вихляй, вытекающий из озера Журавлёвского. С востока вытекает ручей Вертинок, впадающий в озеро Нижнее Посадское, из которого вытекает ручей Горюнец, впадающий в реку Волчью, впадающую в озеро Вуокса.
В озере расположено не менее шести островов различной площади, рассредоточенных по всей площади водоёма. Три из них носят название: Курок (фин. Koukkusaari, Кормовой (фин. Suursaari и Куолиосаари (фин. Kuoliosaari).
На южном берегу озера располагается деревня Петриченко, к которой подходит просёлочная дорога.
Название озера переводится с финского языка как «озеро с островами».
Код объекта в государственном водном реестре — 01040300211102000012233.